# Voukolies
Voukolies (griechisch Βουκολιές [vukɔˈljɛs] (f. pl.)) ist ein Dorf und eine ehemalige Gemeinde auf der Insel Kreta im Regionalbezirk Chania. Sie wurde zum 1. Januar 2011 im Rahmen des Kallikratis-Programms in die Gemeinde Platanias eingemeindet, wo sie seither einen Gemeindebezirk bildet. Laut Volkszählung lebten 2011 733 Einwohner im Kernort gleichen Namens.